# Lucrezia Borgia (1953)
Lucrezia Borgia (Originaltitel: Lucrèce Borgia) ist ein italienisch-französischer Spielfilm aus dem Jahr 1953 von Christian-Jaque. Die Hauptrollen sind mit Martine Carol, Pedro Armendáriz und Massimo Serato besetzt. Das Drehbuch verfasste der Regisseur zusammen mit Jacques Sigurd und Cécil Saint-Laurent. Von Letzterem stammt auch der gleichnamige Roman, auf dem das Drehbuch basiert. In der Bundesrepublik Deutschland kam der Streifen zum ersten Mal am 27. November 1953 ins Kino.

## Handlung
Italien im frühen 16. Jahrhundert. Nach dem Willen ihres Bruders Cesare Borgia, dem Tyrannen von Rom, soll seine Schwester Lucrezia morgen den Herzog von Aragon heiraten, obwohl sie diesen Mann noch nie gesehen hat. Um vorher noch das Leben in vollen Zügen zu genießen, stürzt sie sich in den römischen Karneval und verbringt mit einem fremden Edelmann eine rauschende Liebesnacht. Tags darauf wird sie in der Engelsburg ihrem künftigen Gemahl zugeführt. Überrascht muss sie feststellen, dass dieser ihr nächtlicher Liebhaber gewesen ist. Dem aber geht es genauso; nur glaubt er, dass seine künftige Gattin eine Hure sei.
Cesare Borgia dient die Heirat seiner Schwester nur zur Festigung seiner Macht. Was in den beiden Menschen vorgeht, ahnt er nicht. Lucrezia himmelt ihren Gatten an. Er aber kann nicht verstehen, wie eine so schöne Frau so verdorben sein kann. Bald spürt Lucrezia, dass ihr der geliebte Mann entgleiten wird, wenn sie sich ihm nicht rücksichtslos offenbart. Stockend berichtet sie ihm, wie sie Giovanni Sforza ehelichte, wie der sie betrog, wie sie es schaffte, nach dem Willen Cesares durch eine Lüge vor dem Papst die Einwilligung zur Scheidung zu bekommen. Lucrezia verschweigt auch nicht, dass sie in ihrem Kummer durch zahlreiche Orgien Zerstreuung suchte und fand. Alfonso sieht ein, dass seine Frau lange Zeit nur ein willenloses Werkzeug ihres machtgierigen Bruders gewesen ist. Der aber hat nur ein Interesse: ganz Italien unter seiner Herrschaft zu vereinen. Aragon steht seinen Plänen im Wege. Also muss er beseitigt werden. Scheinheilig lässt er ihm einen vergifteten Handschuh überreichen. Zu seinem Glück jedoch wird ihm der Handschuh von einem Hund entrissen. Kurz danach erleidet das Tier einen qualvollen Tod. Lucrezia ahnt, wer hinter dem Anschlag steckt. Sie rät ihrem Mann zur Flucht.
Cesare lässt den Fliehenden durch Häscher verfolgen. Denen gelingt es, den Herzog zu stellen. Als er wieder zur Flucht ansetzt, schießen sie ihre Pfeile auf ihn. Lucrezia kommt an das Lager des Verwundeten. Der aber stößt sie zurück, weil er ihr nicht mehr traut. Lucrezia kocht vor Wut. Diesen Triumph will sie ihrem Bruder nicht gönnen! Zum ersten Mal begehrt sie gegen ihn auf. Mit einem Dolch in der Hand stürzt sie sich auf ihn. Cesare aber gelingt es, den Stich abzuwehren. – Mit einem tauben Gefühl wankt Lucrezia in ihre Gemächer.
Wieder als willfähriges Werkzeug ihres Bruders geht Lucrezia im großen Spiel der Politik einem neuen Ehebündnis entgegen.

## Kritik
Das Lexikon des internationalen Films zieht folgendes Fazit: „Christian-Jaques kann mit viel Geld gut teure Filme spektakulär und dröhnend inszenieren, wenn man es von ihm verlangt. Auch im Zurechtschneidern der Historie nimmt er’s nicht so genau, wenn nur reichlich nackte Haut für die Technicolorkamera bleibt.“

## Synchronisation
| Rolle             | Darsteller        | Synchronsprecher |
| ----------------- | ----------------- | ---------------- |
| Lucrezia Borgia   | Martine Carol     | Marion Degler    |
| Cesare Borgia     | Pedro Armendáriz  | Ullrich Haupt    |
| Herzog von Aragon | Massimo Serato    | Ernst Kuhr       |
| Julie Farneze     | Valentine Tessier | Paula Lepa       |
| Magier            | Louis Seigner     | Kurt Meister     |
| Micheletto        | Arnoldo Foa       | Alfred C. Werner |
| Notar             | Howard Vernon     | Jürgen Goslar    |

## Quelle
- Programm zum Film: Das Neue Film-Programm, erschienen im gleichnamigen Verlag H. Klemmer & Co., Neustadt an der Weinstraße, ohne Nummernangabe